# Edgardo Ricetti
Edgardo Ricetti Scandella (La Plata, Argentina, 12 d'abril de 1901 - 20 de novembre de 1984), pedagog anarquista argentí.
A finals de 1925 viatjà a París amb els seus amics Maffei i Feldman, treballà de jornaler en la reconstrucció d'edificis, contactà amb exiliats de la dictadura de Primo de Rivera i va participar en l'intent d'Estat Català de proclamar la República Catalana entrant armats per Prats de Motlló, conegut com els fets de Prats de Motlló
S'establí a Sabadell el 1927 on, molt influït per Francesc Ferrer i Guàrdia, va dirigir durant dotze anys l'Instituto Pedagógico Cultura y Solidaridad, que es feia seus els ideals de l'Escola Integral o Nova: una escola laica, antimilitarista i anticapitalista, i la identificació humana amb la natura, com a base per a una societat futura més justa i igualitària. Durant la Guerra Civil va ser cap de la FAI, president de la Federació Local de Grups Anarquistes i inspector de la Federació d'Escoles Racionalistes i de les Colònies Llibertàries.
Aplicà els principis pedagògics de Montessori, Freinet i Francesc Ferrer i Guàrdia amb l'objectiu de no formar dirigents ni dirigits, fins al final de la guerra de 1939. Els moderns mètodes educatius de l'escola portada per Ricetti, va fer que molts pares no anarquistes, ni cenetistes hi portessin els seus fills, el centre no impartia religió ni cap tendència política. El centre tenia un parvulari per a nens de 3 a 4 anys, atès per una mestra, un grup atès per una altra mestra i un grau superior i nocturn per a nens de 13 a 14 anys, que estava a càrrec de Ricetti. Es fomentaven els hàbits saludables, com el foment de l'esport i el contacte amb la natura, excursions al riu Ripoll. L'educació anava dirigia a les vivències del nen i el seu propi caràcter, fomentant més l'observació que els continguts teòrics establerts, en els interessos espontanis dels alumnes. Va arribar a comptar amb cent-cinquanta alumnes en torns de matí, tarda i nit.
Acabada la guerra, creuà la frontera a finals de gener de 1939, patí breument l'estada al Camp de Concentració d'Argelers, i el febrer, des de Bordeus, s'exilià a Argentina, on hi arribà a finals de març. A Argentina, estudià a la Facultat d'Humanitats, treballà a la “Asociación por los Derechos del Niño”, a l’Editorial Bell com a corrector i traductor, s'incorporà a la “Cooperativa de Transportistas Bernardino Rivadavia” com a Gerent durant disset anys (fins al 1963) i, més endavant, treballà com a corrector als diaris de la Plata, “El Día” i “Gaceta de la tarde”. Un cop jubilat, viatjà per Amèrica i el 1978, preparà el viatge a Madrid, però la notícia de la detenció del seu fill Ariel (l’1 de febrer de 1978) per part de la dictadura Argentina l'obligà a retornar i a iniciar un llarg calvari per trobar-lo, el seu cos mai va aparèixer. El 1980 viatjà per primera vegada a l'estat espanyol, es desil·lusionà bastant amb les noves realitats. El 1983 retornà a Sabadell, on es retrobà amb amics i antics alumnes, i el 15 de gener de 1983 se li va fer un homenatge on va repetir la seva última classe abans de partir cap a l'exili, davant de 96 persones.
L'any 1987, per petició de la CNT i dels veïns que el van tenir com a Mestre, la ciutat li dedicà un Passeig (situat a la seu de la CNT actual i on també es trobava l'escola Cultura i Solidaritat).
La seva dona, Edna Copparoni, membre de Las Madres de la Plaza de Mayo, escrigué un llibre sobre la seva figura: Edgardo Ricetti maestro y luchador social, Buenos aires, 1992.